# نیکلاس هایمن
نیکلاس هایمن (انگلیسی: Niclas Heimann؛ زادهٔ ۱۲ مارس ۱۹۹۱) بازیکن فوتبال اهل آلمان است.
از باشگاه‌هایی که در آن بازی کرده‌است می‌توان به باشگاه فوتبال فنلو، باشگاه فوتبال انرژی کوتبوس، باشگاه فوتبال روت‌وایس اسن، و باشگاه فوتبال ردبول زالتسبورگ اشاره کرد.
وی همچنین در تیم‌های ملی فوتبال جوانان آلمان، و جوانان آلمان، بازی کرده‌است.